# مارکو کرویتزپاینتنر
مارکو کرویتزپاینتنر (آلمانی: Marco Kreuzpaintner; ۱۱ مارس ۱۹۷۷) فیلم‌نامه‌نویس، تهیه‌کننده فیلم و کارگردان فیلم اهل آلمان است. وی از سال ۱۹۹۹ میلادی تاکنون مشغول فعالیت بوده‌است. وی کارگردان فیلم‌هایی همچون مبادله بوده‌است.